# Antoine Auberson
Pour les articles homonymes, voir Auberson.
Antoine Auberson, né le 2 juin 1957 à Lausanne, est un musicien, compositeur et saxophoniste vaudois.

## Biographie
Fils du chef d'orchestre Jean-Marie Auberson et d'une mère professeur de piano, Antoine Auberson a grandi dans un univers marqué par la musique. Il suit ses premiers cours de solfège à l'Institut Ribeaupierre, puis il découvre, à l'âge de 16 ans, le saxophone qu'il commence à pratiquer de manière autodidacte avant d'entrer, en 1979, dans la classe professionnelle de saxophone d'Yvan Roth au Conservatoire de Bâle où il découvre la discipline instrumentale classique. La personnalité sévère et exigeante de son professeur lui permet de se forger une solide technique. Il joue alors avec les formations symphoniques bâloises pour plusieurs concerts et enregistrements.
Il est le cofondateur avec Christo Christov de l’École de Jazz et de Musique Actuelle (EJMA) de Lausanne, occasion d'un enseignement personnel et d'un intérêt pour la pédagogie. Il rencontre en 1985 Philippe Mentha, le metteur en scène et directeur du Théâtre Kléber-Méleau à Lausanne, et commence à composer pour le théâtre. Il travaille également avec l'acteur et metteur en scène Bruce Myers et compose la musique du film Le Rapport du gendarme de Claude Goretta (1986). Dans son travail de composition, il privilégie les musiques acoustiques. Antoine Auberson enseigne le saxophone au Conservatoire de musique de Vevey à partir de 1989 ; il fonde le Comedy Quartet (1991) et se produit en duo avec Alexandre Cellier. Parmi ses œuvres, on citera la musique du film du réalisateur suisse Franz Rickenbach A Synagogue in the hills, la composition (texte et musique) des Sept États d'âme pour chœur, orchestre, soprano et saxophone soprano solistes (création juillet 2001, cathédrale de Lausanne). En juin 2005, la Fondation BCV lui décerne un prix à l'origine de son œuvre Est-Ouest : 12 Chants de la Terre, qui mêle les différentes influences qui ont marqué son parcours.
Antoine Auberson vit actuellement à Vevey et continue d'enseigner l'improvisation au Conservatoire de musique de cette ville.

## Sources
- « Antoine Auberson », sur la base de données des personnalités vaudoises sur la plateforme « Patrinum » de la Bibliothèque cantonale et universitaire de Lausanne.
- Michel Rime, "Antoine Auberson, sa musique embrasse de Coltrane à Bach", 24 Heures, 16 mai 2013, p. 40.